# Marianówka (obwód żytomierski)
Marianówka (ukr. Мар'янівка, Marjaniwka) – osiedle typu miejskiego na Ukrainie w rejonie baranowskim obwodu żytomierskiego.